# Broye (Saona i Loara)
Broye – miejscowość i gmina we Francji, w regionie Burgundia-Franche-Comté, w departamencie Saona i Loara.
Według danych na rok 1990 gminę zamieszkiwało 718 osób, a gęstość zaludnienia wynosiła 25 osób/km² (wśród 2044 gmin Burgundii Broye plasuje się na 332. miejscu pod względem liczby ludności, natomiast pod względem powierzchni na miejscu 198.).